# Оскар (10-та церемонія вручення)
10-та церемонія вручення нагород премії «Оскар» Академії кінематографічних мистецтв і наук за досягнення в галузі кінематографа за 1937 рік відбулася 10 березня 1938 року в готелі «Балтимор» у Лос-Анджелесі, Каліфорнія, США. Ведучим був Боб Бернс.

## Інформація про церемонію
Церемонія нагородження повинна була відбутися 3 березня 1938 року, але через повінь у Лос-Анджелесі вона була перенесена на 10 березня 1938 року.
Після цієї церемонії зі списку нагород було видалено дві номінації: «Найкращий хореограф» та «Найкращий помічник режисера».
Це був перший рік, коли кожен фільм, що номіновано на «Найкращу картину», отримав кілька номінацій.
Також з цієї церемонії розпочалося вручення нагороди імені Ірвінга Тальберга. Отримав Дерріл Занук.

## Переможці та номінанти
Переможці вказуються першими, виділяються жирним шрифтом та відмічені знаком «★».
| Найкращий фільм | Найкраща режисерська робота |
| --- | --- |
| - «Життя Еміля Золя» – Генрі Бланке для Warner Bros.★ - «Жахлива правда» — Лео Маккері, Еверетт Ріскін для Columbia Pictures - «Зухвалі капітани» — Луї Д. Лайтон для Metro-Goldwyn-Mayer - «Тупик» — Семюел Голдвін, Мерріт Гулберт для Samuel Goldwyn Productions, United Artists - «Добра Земля » — Ірвінг Грант Тальберг, Альберт Левін для Metro-Goldwyn-Mayer - «У старому Чикаго» – Дерріл Занук, Кеннет Макговен для 20th Century Fox - «Втрачений горизонт» — Френк Капра для Columbia - «Сто чоловіків і дівчина» — Чарльз Р. Роджерс, Джо Пастернак для Universal Studios - «Службовий вхід до театру» — Пандро С. Берман для RKO Radio - «Зірка народилася» — Девід Сельцник для Selznick International, United Artists | - Лео Маккері – «Жахлива правда»★ - Сідні Франклін – «Добра Земля» - Вільям Дітерле – «Життя Еміля Золя» - Григорій Ла Кава – «Службовий вхід до театру» - Вільям А. Велман – «Зірка народилася» |
| Найкраща чоловіча роль | Найкраща жіноча роль |
| - Спенсер Трейсі – «Зухвалі капітани» за роль Мануеля Фіделло★ - Шарль Буає – «Підкорення» за роль Наполеона - Фредрік Марч – «Зірка народилася» за роль Нормана Мейна - Роберт Монтгомері – «Нічне падіння» за роль Денні - Пол Муні – «Життя Еміля Золя» за роль Еміля Золя | - Луїза Райнер – «Добра Земля» за роль О-Лан★ - Айрін Данн – «Жахлива правда» за роль Люсі Варрінер - Грета Гарбо – «Дама з камеліями» за роль Маргарити Готьє - Джанет Гейнор – «Зірка народилася» за роль Естер Блоджетт / Віккі Лестер - Барбара Стенвік – «Стелла Даллас» за роль Стелли Даллас |
| Найкраща чоловіча роль другого плану | Найкраща жіноча роль другого плану |
| - Йозеф Шильдкраут – «Життя Еміля Золя» за роль Альфреда Дрейфуса★ - Ральф Белламі – «Жахлива правда» за роль Дена Лісона - Томас Мітчелл – «Ураган» за роль доктора Керсейнта - Г. Б. Ворнер – «Втрачений горизонт» за роль Чанґа - Роланд Янг – «Топпер» за роль Космо Топпера | - Еліс Брейді – «У старому Чикаго» за роль Молі О'Лірі★ - Андреа Лідс – «Службовий вхід до театру» за роль Кей Гамільтон - Енн Ширлі – «Стелла Даллас» за роль Лорел Даллас - Клер Тревор – «Тупик» за роль Френсі - Мей Вітті – «Нічне падіння» за роль місіс Брамсон |
| Найкраща оригінальна історія | Найкращий адаптований сценарій |
| - «Зірка народилася» – Вільям А. Велман, Роберт Карсон★ - «Чорний легіон» – Роберт Лорд - «У старому Чикаго» – Нівен Буш - «Життя Еміля Золя» – Хайнц Геральд, Геза Герцег - «Сто чоловіків і дівчина» – Ганс Кралі | - «Життя Еміля Золя» – Хайнц Геральд, Геза Герцег, Норман Рейлі Рейн за книгою Метью Джозефсона «Золя та його час»★ - «Жахлива правда» – Вінья Дельмар за однойменною п'єсою Артура Річмана - «Зухвалі капітани» – Джон Лі Махін, Марк Коннеллі, Дейл Ван Кожен за однойменним романом Редьярда Кіплінга - «Службовий вхід до театру» – Моррі Ріскінд, Ентоні Вейлер за однойменною п'єсою Едни Фербер та Джорджа С. Кауфмана - «Зірка народилася» – Алан Кемпбелл, Роберт Карсон, Дороті Паркер за однойменним оповіданням Вільяма А. Велмана та Роберта Карсона |
| Найкращий ігровий короткометражний фільм, однокатушечний | Найкращий ігровий короткометражний фільм, двокатушечний |
| - «Приватне життя Ганни» – Skibo Productions, Educational Pictures★ - «Ніч у кіно» – Metro-Goldwyn-Mayer - «Роман з радієм» – Піт Сміт, Metro-Goldwyn-Mayer | - «Катування грошима» – Metro-Goldwyn-Mayer★ - «Глибокий Південь» – RKO Radio - «Чи повинні дружини працювати?» – RKO Radio |
| Найкращий ігровий короткометражний фільм, кольоровий | Найкращий анімаційний короткометражний фільм |
| - «Мудрість Пенні» – Піт Сміт, Metro-Goldwyn-Mayer★ - «Людина без країни» – Warner Bros. - «Популярна наука» – Paramount Pictures | - «Старий млин» – The Walt Disney Company, RKO Radio«★ - »Вихована риба" – Paramount Pictures - Дівчинка з сірниками – Чарльз Мінтц, Columbia Pictures |
| Найкраща музика до фільму | Найкраща пісня до фільму |
| - «Сто чоловіків і дівчина» – Universal Studio Music Department"★ - «Ураган» – Goldwyn Studio Music Department - «У старому Чикаго» – 20th Century Fox Studio Music Department - «Життя Еміля Золя» – Warner Bros. Studio Music Department - «Втрачений горизонт» – Columbia Studio Music Department - «Зроби бажання» – Principal Productions - «Мейтайм» – Metro-Goldwyn-Mayer Studio Music Department - «Порція на суді» – Republic Studio Music Department - «В'язень Зенди» – Selznick International Pictures Music Department - «Кволіті-стріт» – RKO Radio Studio Music Department - «Білосніжка і семеро гномів» – Волт Дісней Studio Music Department - «Про що співати» – Grand National Studio Music Department - «Душі на морі» – Paramount Pictures Music Department - «Шлях із Заходу» – Hal Roach Studio Music Department | - «Sweet Leilani» — «Вайкикі весілля» – музика та слова: Гаррі Оуенс★ - «Remember Me» — «Містер Додд забирає повітря» – музика: Гаррі Воррен; слова: Аль Дубін - «That Old Feeling» — «Вок 1938 року» – музика: Семмі Файн; слова: Лев Браун - «They Can't Take That Away from Me» — «Ми танцюємо» – музика: Джордж Гершвін (посмертна номінація); слова: Айра Гершвін - «Whispers in the Dark» — «Художники та моделі» – музика: Фрідріх Голлендер; слова: Лео Робін                                                                                             |
| Найкращий хореограф | Найкращий звук |
| - «Дівчинка в біді» – Гермес Пан«★ - »Алі Баба їде в місто« – Семмі Лі - »День на скачках" – Дейв Гулд - «Готовий, виконаний бажання і здатний» – Боббі Конноллі - «Тонкий лід» – Гаррі Лозе - «Університетське шоу» – Басбі Берклі - «Вайкикі весілля» – ЛеРой Принц | - «Ураган» – Томас Т. Моултон★ - «Дівчина сказала ні» – А. Е. Кей - «Попадання нового максимуму» – Джон О. Ольберг - «У старому Чикаго» – Едмунд Г. Гансен - «Життя Еміля Золя» – Натан Левінсон - «Втрачений горизонт» – Джон П. Лівадар - «Мейтайм» – Дуглас Ширер - «Сто чоловіків і дівчина» – Гомер Г. Таскер - «Топпер» – Елмер Рагузе - «Веллс Фарго» – Лорен Л. Райдер |
| Найкраща робота художника-постановника | Найкраща операторська робота |
| - «Втрачений горизонт» – Стівен Гуссон★ - «Підкорення» – Седрік Гіббонс, Вільям А. Горнінґ - «Дівчинка в біді» – Керролл Кларк - «Тупик » – Річард Дей - «Кожен день - свято» – Вірд Інен - «Життя Еміля Золя» – Антон Грот - «Карусель Мангеттен» – Джон Віктор Макей - «В'язень Зенди» – Лайл Р. Уілер - «Душі на морі» – Ганс Дрейер, Роланд Андерсон - «Вок 1938 року» – Олександр Толубов - «Крихітка Віллі Вінкі» – Вільям С. Дарлінґ, Девід С. Холл - «Ти мила» – Джек Оттерсон | - «Добра Земля» – Карл Фройнд - «Тупик» – Грегг Толанд - «Крила над Гонолулу» – Йосиф Валентин |
| Найкращий монтаж | Найкращий помічник режисера |
| - «Втрачений горизонт» – Джин Гавлік, Джин Мілфорд★ - «Жахлива правда» – Аль Кларк - «Зухвалі капітани» – Ельмо Верон - «Добра Земля» – Василь Врангелл - «Сто чоловіків і дівчина» – Бернар В. Бертон | - «У старому Чикаго» – Роберт Д. Вебб★ - «Втрачений горизонт» – К. С. Коулман молодший - «Життя Еміля Золя» – Русс Сондерс - «Душі на морі» – Гал Волкер - «Зірка народилася» – Ерік Г. Стейсі |

## Фільми з кількома номінаціями та нагородами
| Номінації | Фільм                      | Нагороди |
| --------- | -------------------------- | -------- |
| 10        | «Життя Еміля Золя»         | 3        |
| 7         | «Втрачений горизонт»       | 2        |
| 7         | «Зірка народилася»         | 1        |
| 6         | «У старому Чикаго»         | 2        |
| 6         | «Жахлива правда»           | 1        |
| 5         | «Добра Земля»              | 2        |
| 5         | «Сто чоловіків і дівчина»  | 1        |
| 4         | «Зухвалі капітани»         | 1        |
| 4         | «Службовий вхід до театру» | –        |
| 4         | «Тупик»                    | —        |
| 3         | «Ураган»                   | 1        |
| 3         | «Душі на морі»             | —        |
| 2         | «Вайкикі весілля»          | 1        |
| 2         | «Дівчинка в біді»          | 1        |
| 2         | «Вок 1938 року»            | –        |
| 2         | «В'язень Зенди»            | –        |
| 2         | «Мейтайм»                  | —        |
| 2         | «Нічне падіння»            | –        |
| 2         | «Підкорення»               | –        |
| 2         | «Стелла Даллас»            | –        |
| 2         | «Топпер»                   | —        |

## Спеціальні відзнаки

### Почесний «Оскар»
- Едгар Джон Берген[en] — «за створення Чарлі Маккарті[en]»
- В. Говард Грін[en] — «за кольорову фотографію у фільмі “Народження зірки”».
- Мак Сеннет — «за його тривалий внесок у комедію на великому екрані».
- Музей сучасної мистецької кінотехнічної бібліотеки — «за свою значну роботу зі збору фільмів, що починаються з 1895 року по теперішній час, і вперше надає громадськості засоби вивчення історичного та естетичного розвитку кінофільму як одного з головних мистецтв».